# نووسوسیتلی
نووسوسیتلی (به لاتین: Novosositli) یک منطقهٔ مسکونی در روسیه است که در خاساویورت واقع شده‌است.